# Летище Гривица
Летище Гривица (на английски: Grivitza Airport) е малко частно летище в България. Намира се в землището на село Гривица на 8 km източно от центъра на Плевен.